# Mecodina costanotata
Mecodina costanotata är en fjärilsart som beskrevs av Alfred Ernest Wileman och Reginald James West 1929.
Mecodina costanotata ingår i släktet Mecodina och familjen nattflyn. Inga underarter finns listade i Catalogue of Life.